# Wygonin (jezioro)
Wygonin (kaszb. Jezoro Wëgònin) – bezodpływowe jezioro rynnowe w Polsce, położone w województwie pomorskim, w powiecie starogardzkim i kościerskim, na pograniczu dwóch gmin: Kaliska i Stara Kiszewa, w kompleksie leśnym Borów Tucholskich.

## Opis
Według regionalizacji fizycznogeograficznej Polski jezioro położone jest w mezoregionie Borów Tucholskich.
Brzeg jest prawie całkowicie porośnięty lasem sosnowym. Brzegi strome, zapadające się niekiedy do wody. Okolice jeziora to miejsce przenikania się trzech regionów Pomorza: Kaszub, Kociewia i Borów Tucholskich. Na północno-zachodnim brzegu jeziora znajduje się wieś Wygonin.
Ogólna powierzchnia: 67,5 ha, głębokość maksymalna 24 m.

## Ichtiofauna
W wodach jeziora występują karpie, szczupaki, okonie, sumy, amury, leszcze i inne ryby.